# Central hidroelèctrica reversible
Una  central hidroelèctrica reversible és una central hidroelèctrica que a més de poder transformar l'energia potencial de l'aigua en electricitat, té la capacitat de fer-ho a l'inrevés, és a dir, augmentar l'energia potencial de l'aigua, per exemple, pujant-la a un embassament, consumint per a això energia elèctrica. D'aquesta manera es pot utilitzar com un mètode d'emmagatzematge d'energia (una mena de bateria gegant). Estan concebudes per a satisfer la demanda energètica en hores cresta i emmagatzemar energia en hores vall.
Encara que l'habitual és que aquestes centrals turbinin/bombin l'aigua entre dos embassaments a diferent altura, hi ha un cas particular anomenat centrals de bombament pur, on l'embassament superior se substitueix per un gran dipòsit, essent-ne l'única aportació d'aigua la que es bomba des de l'embassament inferior.

## Origen
La demanda elèctrica varia constantment i cal que les centrals elèctriques generin l'energia demandada a cada instant. Existeixen centrals que, per causa de la tecnologia de generació que empren, no poden variar fàcilment l'energia generada (p. ex. les centrals nuclears), mentre que d'altres centrals (les centrals tèrmiques convencionals) tenen diverses restriccions tècniques i econòmiques sobre aquestes variacions. Les centrals hidroelèctriques són una de les tecnologies que menors restriccions presenten a la variació de càrrega.
Aquestes centrals s'integren en el sistema de «Dipòsit energètic en xarxa» i ajuden a adaptar la generació a la corba de demanda, de manera que es redueixen les variacions d'energia que han de realitzar les tecnologies menys apropiades per a això. Així, les centrals reversibles bombarien a les hores vall, i turbinarien a les hores cresta.

### Parts d'una central hidroelèctrica reversible

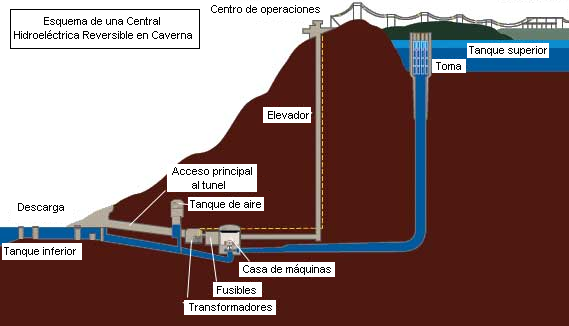
Esquema d'una Central Hidroelèctrica reversible en caverna.

La central hidroelèctrica reversible està conformada per:
- Un embassament situat al peu de la central.
- Un embassament situat a major altura, que serà al que es bombarà l'aigua.
- Una central hidroelèctrica reversible que serà l'encarregada de turbinar o bombar l'aigua entre els dos embassaments. La central estarà formada per un conjunt de turbines (normalment turbines Francis) i generadors (normalment síncrons), per a produir l'energia elèctrica.

En el cas de les centrals de bombament pur, l'embassament superior consistirà en un dipòsit elevat de capacitat suficient per a funcionar de 4 a 6 hores. Si és possible, és millor que aquest dipòsit sigui com una caverna, d'aquesta manera s'evita l'evaporació d'aigua amb alta energia potencial.

### Procediment
És preferible (gairebé imprescindible) que tant les bombes com les turbines funcionin a potència i cabal nominal. D'aquesta manera, a les hores vall, de demanda energètica mínima, totes les bombes estaran en funcionament, bombant aigua cap a l'embassament superior. A mesura que la demanda vagi creixent, s'aniran apagant bombes.
Quan comencen les hores cresta, totes les bombes estaran apagades i es començaran a encendre les turbines. En moments de demanda màxima totes les turbines poden estar funcionant.
D'aquesta manera, la gràfica de la demanda energètica és molt semblant a la gràfica de bombament-generació d'una central hidroelèctrica reversible, solament que aquesta última és «dentada» per causa del component discret de les bombes.
Les centrals hidroelèctriques reversibles, tenen un menor rendiment quan estan funcionant com a bombes que quan estan funcionant com a turbines.

### Llista d'algunes centrals en caverna d'acumulació per bombament
- Complex Hidroelèctric Riu Gran (Província de Còrdova) 750 MW (100 GWh)
- Kraftwerk Kaprun (Província de Kaprun a Àustria)
- Complex hidroelèctric de l'alta vall de Cardós, situada al municipi de Lladorre, a la comarca del Pallars Sobirà.